# Sŏnjo
Sŏnjo (ur. 26 listopada 1552, zm. 16 marca 1608) – czternasty władca (wang) Korei (Chosŏn) z Dynastii Ri. Panował w okresie japońskich najazdów na Koreę.

## Życiorys
Jego doradcą „ministrem ds. lektur królewskich” bezpośrednio po objęciu władzy był filozof Yi Hwang. Ponieważ ze względu na stan zdrowia nie był on w stanie spełniać swej funkcji, napisał dla króla swe pouczenia jako Dziesięć diagramów nauki mędrców (chiń. trad. 聖學十圖, kor. 성학십도, sŏnghak sipdo), w późniejszych czasach aż do dzisiaj najpopularniejsze dzieło filozofii koreańskiej (309 wydań do 1972)
Podczas wojny z Japonią (1592–1598) ewakuował się ze stolicy i zwrócił się o pomoc do Chin. Wysyłał posłańców do chińskiego cesarza Wanliego z prośbą o sojusz. Opowiadał się za możliwie szybkim zakończeniem konfliktu, przewodniczył negocjacjom pokojowym.
Ufundował buddyjską świątynię Hongje am.